# Langenscheidt
Langenscheidt è un gruppo editoriale tedesco con sede a Monaco.

## Storia
L'attività editoriale fu iniziata da Gustav Langenscheidt nel 1856 a Berlino. La società si specializza subito nella pubblicazione di dizionari bilingui e libri per apprendere le lingue. L'attività è cresciuta con l'acquisizioni di altre aziende editoriali ed oggi il gruppo Langenscheidt è uno dei maggiori al mondo per l'insegnamento delle lingue, le guide da viaggio e la cartografia.
Negli anni settanta del secolo scorso la sede del gruppo è stata trasferita da Berlino a Monaco. Nel 1988   acquisisce il Bibliographisches Institut & F. A. Brockhaus che pubblica la celebre enciclopedia Brockhaus.
Il gruppo oggi controlla 25 società editoriali operanti in 11 paesi.

## Società del Gruppo
- Langenscheidt - società editoriale tedesca specializzata nella pubblicazione di dizionari.
- Polyglott - l'azienda iniziò a pubblicare nel 1902 a Berlino guide per apprendere le lingue estere a cui dal 1959 si sono aggiunte le guide turistiche.
- Berlitz - La Berlitz dalla fondazione nel 1878 è divenuta una delle maggiori aziende al mondo nel settore dei prodotti editoriali per l'apprendimento delle lingue a cui si sono aggiunte le guide turistiche.
- APA Guides - Pubblica guide da viaggio dagli anni Settanta ed è stata acquisita dal gruppo Langenscheidt negli anni Novanta. La sede editoriale è a Londra.
- Insight Guides - società editrice di guide da viaggio pubblicate a partire dal 1970 da Hans Hoefer a Singapore e cedute al gruppo Lagenscheidt nel corso degli anni Novanta.
- Hexaglot - L'Hexaglot è stata fondata nel 1989 ad Amburgo e quattro anni dopo è stata acquisita dal gruppo Langenscheidt. Produce hardware e software per la traduzione e per l'apprendimento delle lingue.
- Brockhaus - Nel 1808 Friedrich Arnold Brockhaus acquisì i diritti dell'enciclopedia di Renatus Gotthelf Löbel, la ampliò e cominciò a pubblicarla con il nome di Enciclopedia Brockhaus. Oggi la Brockhaus è arrivata alla ventunesima edizione.
- Meyers - Nel 1826 Joseph Meyers fondò a Gotha la Bibliographisches Institut che pubblicò il Meyers Konversations-Lexikon, la maggiore enciclopedia in lingua tedesca dal 1839 al 1984. Nel 1984 si fuse con la Brockhaus per poi essere acquisita dal gruppo Lagenscheidt. La Meyer pubblica oggi enciclopedie, atlanti, saggi e libri per bambini.
- Duden - La società pubblica dal 1880 il dizionario lessicografico Duden della lingua tedesca redatto da Konrad Duden in 12 volumi ed arrivato alla ventiquattresima edizione.
- Mentor - società editoriale con sede a Monaco
- Axel Juncker Verlag - società editoriale con sede a Monaco
- Blay Foldex - La società francese è stata acquisita nel 2000. È il secondo gruppo cartografico francese.
- Hammond World Atlas Corporation - azienda cartografica statunitense con sede nel New Jersey, fondata nel 1900 da Caleb Hammond.
- American Map Corporation - L'American Map Corporation, fondata nel 1923, fa parte del gruppo Langenscheidt dal 1981. Pubblica mappe e atlanti degli Stati Uniti e del resto del mondo.
- ADC The Map People - Azienda statunitense che da oltre 50 anni pubblica atlanti e mappe della regione centro-orientale degli Stati Uniti.
- Arrow - azienda cartografica statunitense con sede a Boston. Pubblica principalmente mappe e atlanti del New England.
- Hagstrom map - La Hagstrom da oltre cento anni produce mappe e atlanti dell'area di New York.
- Trakker - azienda cartografica statunitense con sede a Miami.